# Andreas Bernhard Quante

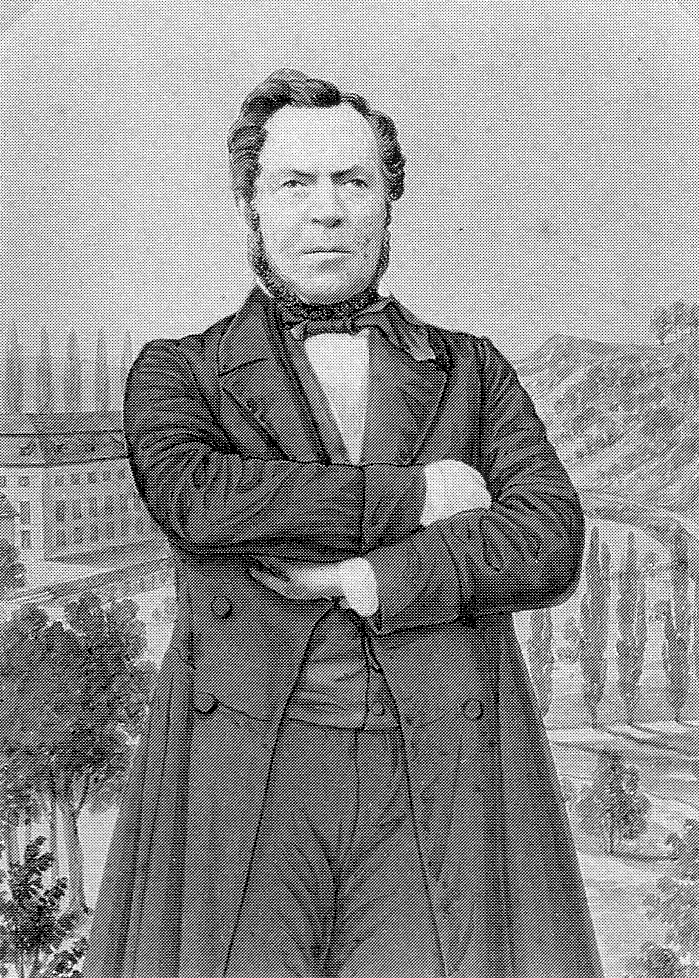
Andreas Quante, 1848

Andreas Bernhard Quante (* 5. Februar 1799 in Würzburg; † Mai 1874 in Ullstadt) war ein deutscher Jurist und Politiker.

## Leben
Quante, Sohn eines Schneiders, studierte ab 1814 Philosophie und Rechtswissenschaften an der Julius-Maximilians-Universität Würzburg. Er wurde dort Mitglied des Corps Moenania. Ab 1819 war er Rechtspraktikant bei den Landgerichten in Gerolzhofen und Würzburg, ab 1822 Akzessist beim Kreisgericht und Appellationsgericht in Würzburg. 1826 wurde er Rechtskonsulent, freiherrlicher Patrimonialrichter und Administrator der Besitzungen der Freifrau von Frankenstein in Würzburg, ab 1833 in Ullstadt. Nach 1849 war er auch Oberamtmann in Ullstadt.
Schon früh schloss sich Quante der liberalen Bewegung an. Er wurde 1830 Mitglied im Vorstand der Liberalen Gesellschaft in Würzburg und war 1831 und 1832 Teilnehmer und Redner bei den Konstitutionsfesten in Gaibach. 1832 verfasste er eine Petition gegen die Bundestagsbeschlüsse zur Sicherung der Bundesverfassung vom Juni 1832. Wegen führender Teilnahme an der liberalen Bewegung in Würzburg wurde er 1833 nach Ullstadt verbannt. 1833 wurde ein Strafverfahren wegen Hochverrats und Majestätsbeleidigung gegen ihn eingeleitet. Quante saß neunzehn Monate in München in Untersuchungshaft und wurde erst 1835 gegen Kaution entlassen. Wegen Majestätsbeleidigung wurde er 1836 zu zwei Jahren Festungshaft und Abbitte vor dem Bildnis des Königs verurteilt. Eine Berufungsinstanz sprach ihn aber später in allen Punkten frei. 1845 nahm Quante am Sängerfest in Würzburg teil.
Vom 18. Mai 1848 bis zum 9. Februar 1849 war er Mitglied der Frankfurter Nationalversammlung.